# Критерий Крускала — Шафранова
Критерий Крускала — Шафранова — критерий устойчивости плазмы в токамаке. Согласно ему, отношение тороидальной составляющей магнитного поля к полоидальной, должно быть больше отношения радиуса плазменного кольца к радиусу его сечения
где:
- {\displaystyle R_{0}} — радиус осевой окружности плазменного кольца;
- {\displaystyle a} — расстояние, откладываемое от осевой окружности;
- {\displaystyle B_{z}(a)} — тороидальная составляющая магнитной индукции;
- {\displaystyle B_{\theta }(a)} — полоидальная составляющая магнитной индукции.

Назван в честь независимо открывших его советского и американского физиков В. Д. Шафранова и М. Д. Крускала.